# 迪门廷根
迪门廷根是德国巴登-符腾堡州的一个市镇。总面积24.09平方公里，总人口2592人，其中男性1311人，女性1281人（2011年12月31日），人口密度108人/平方公里。